# 오랑치메깅 뭉흐에르덴
오랑치메깅 뭉흐에르덴(몽골어: Уранчимэгийн Мөнх-Эрдэнэ, 1982년 3월 22일~)은 몽골의 권투 선수이다. 올림픽에 3회 참가하여 2012년 하계 올림픽에서 남자 라이트웰터급 동메달을 획득했다. 또한 세계 선수권 대회에서 동메달 2개, 아시안 게임에서 은메달 1개, 아시아 선수권 대회에서 금메달 1개, 은메달 1개, 동메달 1개를 획득했다.